# Sport à Saint-Brieuc
Saint-Brieuc offre un large panorama de la pratique sportive.

## Installations sportives

### Salles couvertes et gymnases
- Steredenn

### Piscines
- Aquabaie
- Aquaval (Gernugan)
- Hélène Boucher

### Stades
- Stade Fred-Aubert (Football), 13500 places.

## Sport amateur
(mars 2008).
- Le Gaelic Football Bro Sant Brieg est un club (mixte) de football gaélique qui dispute le championnat de Bretagne. Il a organisé la finale du Championnat de France en 2013.
- La bretonne gymnic club, fondée en 1873, est le club français de gymnastique le plus ancien et le premier à proposer une section sport adaptée. Il a organisé le Festigym en 2006 et accueille le championnat de France de Gymnastique rythmique  en juin 2008. Les activités proposées sont : gymnastique féminine et masculine, baby gym, gymnastique rythmique, trampoline, gymnastique pour adultes.

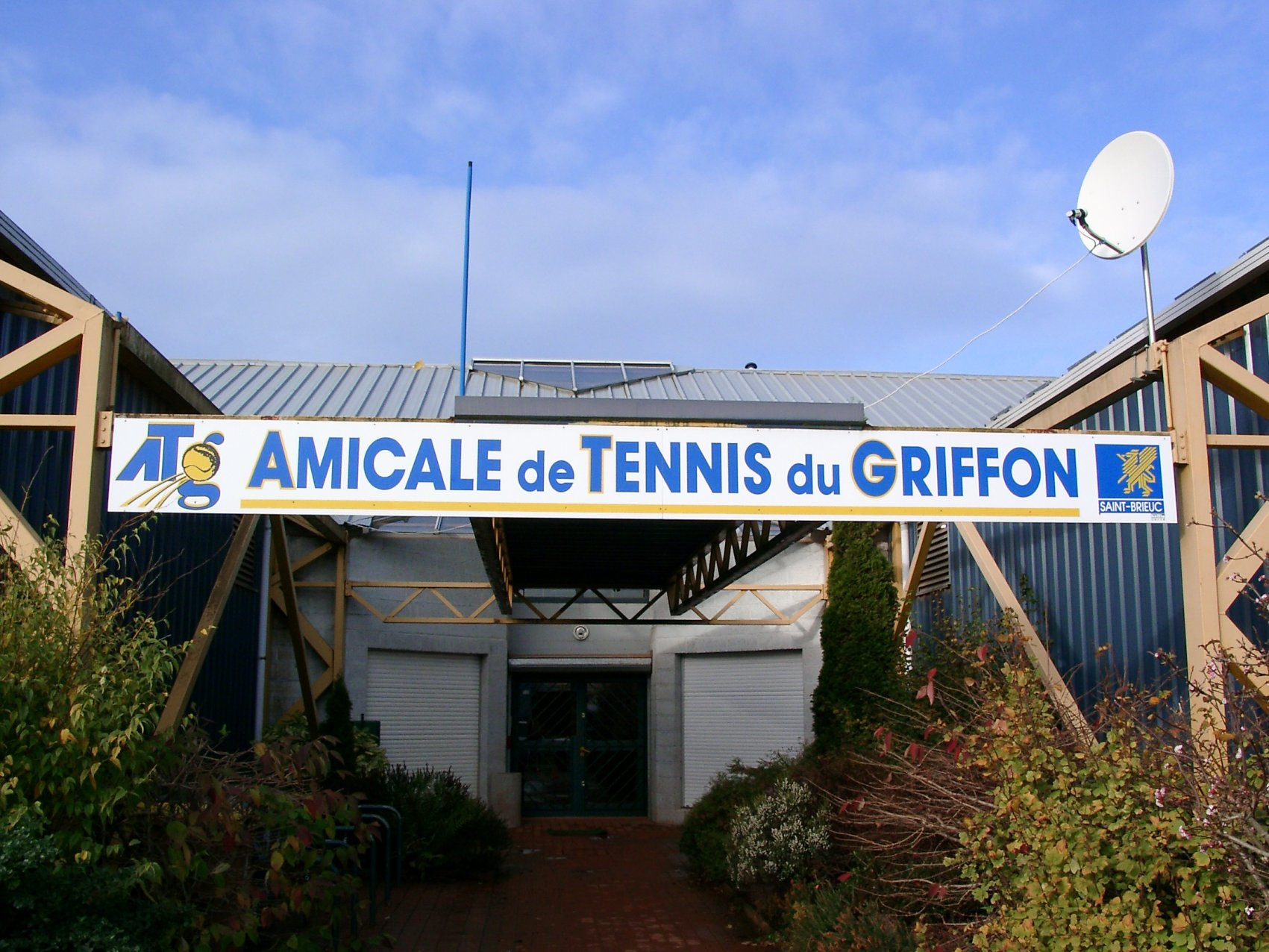
L'Amicale de Tennis du Griffon

- L'Amicale de Tennis du Griffon L'Amicale de Tennis du Griffon[1] (A.T.G.) a été fondée en 1986. Ce club comptabilise le plus grand nombre d'ahérents des clubs costarmoricains : environ 500 dont 60 % de jeunes de moins de 17 ans. Il se compose de 4 courts couverts en ter ball et deux courts extérieurs en synthétique. Au printemps, l'A.T.G. organise  le tournoi open Prévadiès qui fait partie des tournois Open Challenger Series. Marc Gicquel, formé au club avant de se lancer sur le circuit professionnel, a remporté l'édition 2006.
- L'Aïki-Club de Saint-Brieuc[2], créé en 1980, propose de pratiquer l'Aïkido, l'Iaidō, le Tai-Chi-Chuan ou le Yoga.
- Club Olympique Briochin Stade Ploufraganais football
- Saint-Brieuc BMX[3], créé en 1999, est le club de BMX de Laëtitia Le Corguillé, vainqueur du classement général de la Coupe du Monde 2007 de la spécialité et médaille d'argent aux jeux olympiques de Pékin en août 2008.
- Saint-Brieuc Basket évolue en nationale masculine 1 (3e niveau national) ; il succède au Club Olympique Briochin (COB).
- Roller Armor Club[4] (RAC) est un club de patin à roulettes qui propose aussi bien le roller de vitesse que le rink hockey.
- Rugby Club Saint Brieuc'[5] (RCSB)
- L'Amicale cyclotouriste briochine[6] (ACB) amicalecyclotouristebriochine.jimdo.com
- Les Licornes[7] est un club de football américain créé en 2002. Il évolue en Championnat Régional Bretagne Pays-de-Loire. Les Licornes ont remporté le Championnat Régional de Flag Football en 2003 et le Championnat Régional de Football Américain en 2005.
- KFB Prévention[8] est un club de boxes : boxe française, boxe anglaise, boxe thaï, full contact et kick boxing.
- La Section Basket de l'Amicale Laïque évoluant sous les couleurs rouge et noir, Site officiel : alsb-basket.kalisport.com[9]
- L'Aviron Club du Gouët[10]
- Le Stade briochin[11], club de football créé en 1904, évolue en National 2 (4e échelon national).
- Le Kendo Club Saint-Brieuc (K.C.S.B.), créé en 1987, est un des 3 clubs de Kendo en Côtes-d'Armor. L'enseignement est assuré par un professeur 6ème dan et trois professeurs 5e dan dont le directeur technique régional adjoint pour la Bretagne. Nolwenn Beauverger, 5e dan de Kendo et ancienne championne d'Europe en équipe de France, est issue de ce dojo[12].

## Évènements sportifs

### Évènements exceptionnels
Saint-Brieuc a été plusieurs fois ville étape du Tour de France depuis 1947 dont 6 fois la ville départ du Tour de France.
| Année | Étapes                                  | Vainqueurs         | Pays | Maillots jaunes    | Pays |
| 1947  | Vannes - Saint-Brieuc (19e étape) (Clm) | Raymond Impanis    |      | Pierre Brambilla   |      |
| 1947  | Saint-Brieuc - Caen (20e étape)         | Maurice Diot       |      | Pierre Brambilla   |      |
| 1950  | Dinard - Saint-Brieuc (6e étape) (Clm)  | Ferdi Kübler       |      | Jean Goldschmit    |      |
| 1950  | Saint-Brieuc - Angers (7e étape)        | Nello Lauredi      |      | Bernard Gauthier   |      |
| 1954  | Caen - Saint-Brieuc (5e étape)          | Ferdi Kübler       |      | Louison Bobet      |      |
| 1954  | Saint-Brieuc - Brest (6e étape)         | Dominique Forlini  |      | Louison Bobet      |      |
| 1958  | Caen - Saint-Brieuc (6e étape)          | Martin V.Geneugden |      | Gerrit Voorting    |      |
| 1958  | Saint-Brieuc - Brest (7e étape)         | Brian Robinson     |      | Gerrit Voorting    |      |
| 1965  | Caen - Saint-Brieuc (4e étape)          | Edgard Sorgeloos   |      | Felice Gimondi     |      |
| 1965  | Saint-Brieuc - Châteaulin (5e étape)    | Cees van Espen     |      | Felice Gimondi     |      |
| 1972  | Angers - Saint-Brieuc (1re étape)       | Cyrille Guimard    |      | Cyrille Guimard    |      |
| 1972  | Saint-Brieuc - La Baule (2e étape)      | Rik Van Linden     |      | Cyrille Guimard    |      |
| 1979  | Angers - Saint-Brieuc (6e étape)        | Joseph Jacobs      |      | Bernard Hinault    |      |
| 1995  | Saint-Brieuc (Prologue) (Clm)           | Jacky Durand       |      | Jacky Durand       |      |
| 2004  | Châteaubriant - Saint-Brieuc (7e étape) | Filippo Pozzato    |      | Thomas Voeckler    |      |
| 2010  | Auray - Saint-Brieuc (2e étape)         | Thor Hushovd       |      | Alejandro Valverde |      |